# 曼哈頓鐵路
曼哈頓鐵路（英語：Manhattan Railway）曾是一家在美國紐約市的鐵路公司，已被跨區捷運公司於1903年合併，當時經營曼哈頓區與布朗克斯區的高架鐵路系統，包括有：
- 第二大道線（IRT Second Avenue Line）
- 第三大道線（IRT Third Avenue Line）
- 第六大道線（IRT Sixth Avenue Line）
- 第九大道線（IRT Ninth Avenue Line）

## 歷史
十九世紀七十年代（1870s）後期，曼哈頓區有兩家鐵路公司，分別是經營第六大道線的「大都會高架鐵道公司」（英語：Metropolitan Elevated Railway），以及經營第三與第九大道線的「紐約高架鐵道公司」（英語：New York Elevated Railroad），當時「大都會高架鐵道公司」開始建造第二大道線。而布朗克斯區則有「近效快捷運輸公司」（英語：Suburban Rapid Transit Company）經營該區的第三大道線。
1875年12月29日，曼哈頓鐵路取得特許獲准成立，1879年5月20日完成合併「大都會高架鐵道公司」與「紐約高架鐵道公司」，到1891年6月4日再合併「近效快捷運輸公司」。
1903年4月1日，剛成立滿週年的「跨區捷運公司」（英語：Interborough Rapid Transit Company），合併曼哈頓鐵路。